# Pappenheim (geslacht)

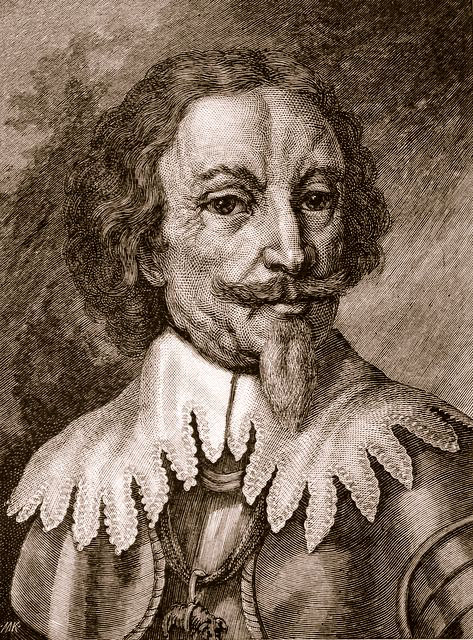
Gottfried Heinrich Graf zu Pappenheim

Het huis Pappenheim is een Duits adellijk geslacht.

## Geschiedenis

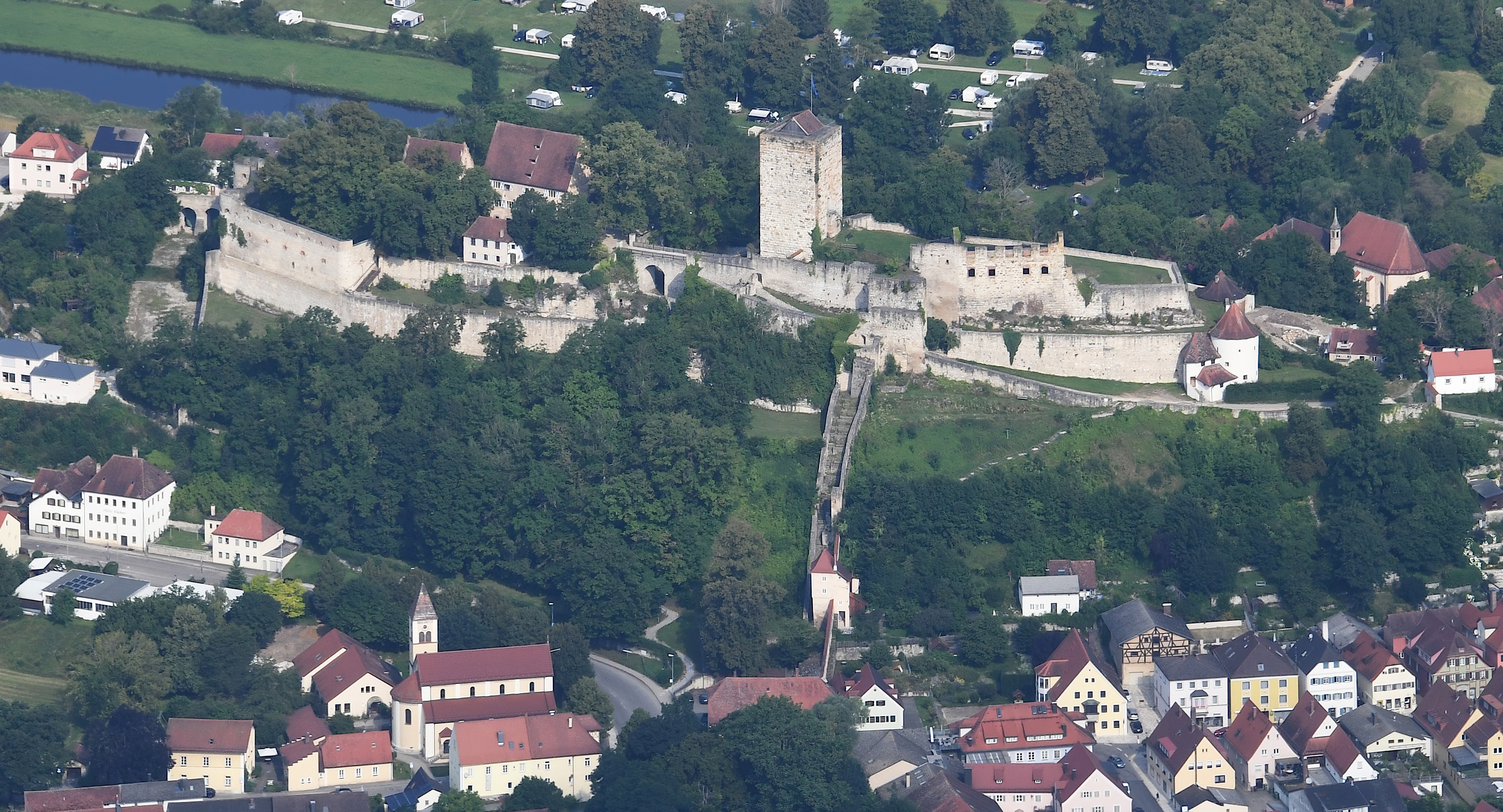
De overblijfselen van Kasteel Pappenheim bij het gelijknamige stadje

Het huis Pappenheim, dat in de 10e eeuw voor het eerst werd vermeld, noemde zich oorspronkelijk naar de heerlijkheid Kalden bij Kempten Kaladin of Calatin. Het ministerialengeslacht was in de middeleeuwen trouw aan de Saliërs en Hohenstaufen en streed aan hun zijde in de kruistochten en diverse interne conflicten. Keizer Lodewijk de Beier bevestigde in 1334 de status van erfelijk rijksmaarschalk van het geslacht, dat zich sinds de 16e eeuw Pappenheim noemde.
Het familiewapen van het geslacht Pappenheim vertoont een vrouwelijke Moor; wellicht gaat dit terug op deelname van leden van dit geslacht aan de Kruistochten. De figuur van een vrouw met donkere huidskleur is in het wapen van het stadje Pappenheim overgenomen.
In het Beierse stadje Pappenheim lieten de Heren van Pappenheim in de middeleeuwen hun stamslot, Burg Pappenheim, bouwen.  
De heerlijkheid Pappenheim werd in 1439 opgedeeld in Pappenheim, Aletzheim, Gräfenthal en Treutlingen. Na een hernieuwde deling in 1558 scheidde ook Stühlingen zich af. Pappenheim werd in 1628 tot graafschap verheven. De staat werd in 1806 gemediatiseerd en viel sindsdien onder de soevereiniteit van Beieren. Voor het verloren ambt van rijksmaarschalk werd het geslacht in 1815 gecompenseerd met gebieden in het voormalige Saardepartement, die het echter aan Pruisen verkocht.
Koning Maximiliaan I Jozef van Beieren benoemde het hoofd van het Huis Pappenheim in 1818 tot erfelijk reichsrat. Sinds 1831 mocht het familiehoofd zich doorluchtigheid (Erlaucht) noemen.

## Bekende telgen
- Hendrik van Kalden, staatsman en veldheer
- Gottfried Heinrich zu Pappenheim, militair

## Pappenheimers
De Nederlandse uitdrukking zijn pappenheimers kennen is ontleend aan Friedrich Schillers Wallenstein ("Daran erkenn' ich meine Pappenheimer") en verwijst naar Gottfried Heinrich zu Pappenheim.